# Lupinoblennius
Lupinoblennius is een geslacht van straalvinnige vissen uit de familie van naakte slijmvissen (Blenniidae).

## Soorten
- Lupinoblennius dispar Herre, 1942
- Lupinoblennius nicholsi (Tavolga, 1954)
- Lupinoblennius paivai (Pinto, 1958)
- Lupinoblennius vinctus (Poey, 1867)